# 42482 Fischer-Dieskau
42482 Fischer-Dieskau è un asteroide della fascia principale. Scoperto nel 1988, presenta un'orbita caratterizzata da un semiasse maggiore pari a 2,3838683 UA e da un'eccentricità di 0,2298633, inclinata di 2,45326° rispetto all'eclittica.
È stato intitolato al noto baritono tedesco Dietrich Fischer-Dieskau.